# MCOT
MCOT Public Company Limited (MCOT; dawniej Mass Communication Organization of Thailand) – tajlandzki publiczny nadawca radiowo-telewizyjny. Istnieje od 1952 r.; od 1977 r. funkcjonuje pod nazwą MCOT.